# Magica (album)
Pour les articles homonymes, voir Magica.
Albums de Dio
Angry Machines
(1996) Killing the Dragon
(2002)
Magica est le 8e album studio de Dio sorti le 21 mars 2000 publié chez Spitfire. Magica marque le retour du guitariste Craig Goldy qui avait joué sur Dream Evil sorti en 1987 et sur l'album Master of the Moon sorti en 2004.
Le disque devait être le premier volet d'une trilogie de concept albums, peu de temps avant de démarrer sa tournée avec Heaven and Hell, Dio a annoncé qu'il prévoyait de publier Magica II et Magica III après la fin de la tournée, mais il mourut peu de temps après un cancer de l'estomac le 16 mai 2010. Electra est le seul titre de Magica II & III à avoir été sorti.

## Composition du groupe
- Ronnie James Dio - chants
- Craig Goldy - guitare & claviers
- Jimmy Bain - basse
- Simon Wright - batterie
- Scott Warren - claviers

## Liste des pistes
Toutes les paroles sont écrites par Ronnie James Dio.
| No  | Titre                          | Musique                       | Durée |
| --- | ------------------------------ | ----------------------------- | ----- |
| 1.  | Discovery                      | Ronnie James Dio              | 00:54 |
| 2.  | Magica Theme                   | Ronnie James Dio              | 01:16 |
| 3.  | Lord of the Last Day           | Ronnie James Dio              | 04:04 |
| 4.  | Fever Dreams                   | Ronnie James Dio              | 04:37 |
| 5.  | Turn to Stone                  | Ronnie James Dio, Craig Goldy | 05:19 |
| 6.  | Feed My Head                   | Ronnie James Dio, Craig Goldy | 05:39 |
| 7.  | Eriel                          | Ronnie James Dio, Craig Goldy | 07:35 |
| 8.  | Challis                        | Ronnie James Dio, Craig Goldy | 04:25 |
| 9.  | As Long as It's Not About Love | Ronnie James Dio, Craig Goldy | 06:04 |
| 10. | Losing My Insanity             | Ronnie James Dio, Craig Goldy | 05:04 |
| 11. | Annica (Bonus)                 | Ronnie James Dio, Craig Goldy | 03:46 |
| 12. | Otherworld                     | Ronnie James Dio, Craig Goldy | 04:56 |
| 13. | Magica (Reprise)               | Ronnie James Dio              | 01:53 |
| 14. | Lord of the Last Day (Reprise) | Ronnie James Dio              | 01:44 |
| 15. | Magica - the Story             | Ronnie James Dio, Craig Goldy | 18:26 |

## Charts

### Album
| Année | Pays     | Charts            | Position |
| ----- | -------- | ----------------- | -------- |
| 2000  | Suède    | Sverigetopplistan | 52       |
| 2000  | Finlande | Mitä hittiä       | 26       |

## Format
| Année | Pays        | Format          | Catalogue       | Label              |
| ----- | ----------- | --------------- | --------------- | ------------------ |
| 2000  | États-Unis  | CD              | SPT CD 15020    | Spitfire Records   |
| 2000  | Japon       | CD              | POCP-7465       | Polydor K.K.       |
| 2005  | Royaume-Uni | CD              | SPITCD020       | Spitfire Records   |
| 2005  | Europe      | CD              | GAS 0000020 SPR | Spitfire Records   |
| 2005  | Allemagne   | CD (ReMastered) | 223165-205      | Membran Music Ltd. |